# Artur Beterbiev
Artur Asil'bekovič Beterbiev (in ceceno Бетербиев Асильбекан Артур, in russo Артур Асильбекович Бетербиев?; Chasavjurt, 21 gennaio 1985) è un pugile russo, ex campione del mondo unificato della categoria dei mediomassimi.

## Biografia
Beterbiev è laureato presso l'Università Statale di Educazione fisica, Sport, Gioventù e Turismo di Mosca.

## Carriera pugilistica
Beterbiev ha partecipato a due edizioni dei giochi olimpici (Pechino 2008, Londra 2012), tre dei campionati del mondo (Chicago 2007, Milano 2009, Baku 2011), due europei (Plovdiv 2006, Mosca 2010) e una partecipazione alla Coppa del Mondo (Mosca 2008).
È allenato dal fratello Abakar Beterbiev, oltre che da Nuripasha Talibov.
Il 13 ottobre 2024, ha vinto il titolo mondiale unificato dei pesi mediomassimi battendo ai punti il russo Dmitrij Bivol a Riad, Arabia Saudita. Questa vittoria lo ha reso il primo campione unificato della categoria dai tempi di Roy Jones Jr. nel 2002.

### Principali incontri disputati
Statistiche aggiornate al 26 settembre 2012.
| Evento          | Edizione     | Categoria             | Trentaduesimi | Sedicesimi                           | Ottavi                             | Quarti                                | Semifinale                           | Finale                                 | Pos. | Note  |
| --------------- | ------------ | --------------------- | ------------- | ------------------------------------ | ---------------------------------- | ------------------------------------- | ------------------------------------ | -------------------------------------- | ---- | ----- |
| Europei         | Plovdiv 2006 | Mediomassimi (-81 kg) | N.D.          | Bye                                  | Tervel Pulev ( Bulgaria) V 38-22   | Artak Malumyan ( Armenia) V RSCH 2    | Kenneth Egan ( Irlanda) V RSCO 2     | Ismail Sillakh ( Ucraina) V 34-23      |      | [ 1 ] |
| Mondiali        | Chicago 2007 | Mediomassimi (-81 kg) | Bye           | Washington Silva ( Brasile) V RSCH 3 | David Tsiklauri ( Georgia) V 23-9  | Imre Szellő ( Ungheria) V 25-9        | Daugirdas Semiotas ( Lituania) V wo  | Abbos Atoyev ( Uzbekistan) P 17-20     |      | [ 2 ] |
| Olimpiadi       | Pechino 2008 | Mediomassimi (-81 kg) | N.D.          | Kennedy Katende ( Svezia) V 15-3     | Zhang Xiaoping ( Cina) P 2-8       | non qualificato                       | non qualificato                      | non qualificato                        | 9º   | [ 3 ] |
| Coppa del Mondo | Mosca 2008   | Mediomassimi (-81 kg) | N.D.          | N.D.                                 | N.D.                               | Vladimir Cheles ( Moldavia) V 5-1     | Dinesh Kumar ( India) V AB           | Abbos Atoyev ( Uzbekistan) V 17-7      |      | [ 4 ] |
| Mondiali        | Milano 2009  | Mediomassimi (-81 kg) | Bye           | Jammal Layej ( Iraq) V RSCH          | Babacar Kamara ( Svezia) V 11-1    | Dinesh Kumar ( India) V RSC           | José Larduet Gómez ( Cuba) V 10-6    | Elshod Rasulov ( Uzbekistan) V 13-10   |      | [ 5 ] |
| Europei         | Mosca 2010   | Mediomassimi (-81 kg) | N.D.          | N.D.                                 | Hrvoje Sep ( Croazia) V 15-4       | Bosko Draskovic ( Montenegro) V RSC 3 | Artur Khachatryan ( Armenia) V RSC 3 | Abdelkader Bouhenia ( Francia) V RSC 1 |      | [ 6 ] |
| Mondiali        | Baku 2011    | Massimi (-91 kg)      | Bye           | Mario Heredia ( Messico) V RET       | Jahon Qurbonov ( Tagikistan) V RET | Oleksandr Usyk ( Ucraina) P 13-17     | non qualificato                      | non qualificato                        | 5º   | [ 7 ] |
| Olimpiadi       | Londra 2012  | Massimi (-91 kg)      | N.D.          | N.D.                                 | Michael Hunter ( USA) V +10-10     | Oleksandr Usyk ( Ucraina) P 13-17     | non qualificato                      | non qualificato                        | 5º   | [ 8 ] |